# Pieter Johannes van Rhijn
Pieter Johannes van Rhijn (24 de marzo de 1886-9 de mayo de 1960) fue un astrónomo holandés. Presidió la UAI durante 26 años.

## Semblanza
Van Rhijn nació en Gouda. Completó sus estudios en Groninga, ciudad en la que dirigió el Sterrenkundig Laboratorium (Instituto Astronómico Kapteyn). Posteriormente presidió durante más de un cuarto de siglo la Unión Astronómica Internacional (1932-1958).
Murió en Groninga.

## Eponimia
- El cráter lunar Van Rhijn lleva este nombre en su memoria.[2]
- El asteroide (2203) van Rhijn también conmemora su nombre.[3]